# Jörg Wawrzyniak
Jörg Wawrzyniak (* 13. Mai 1964) ist ein ehemaliger deutscher Fußballspieler. Während seiner aktiven Laufbahn trat der Libero unter anderem für den VfB Oldenburg in der 2. Bundesliga an. Er wird in der 2. Bundesliga von 1990 bis 1993 mit 108 Ligaspielen und 13 Toren gelistet.

## Sportlicher Werdegang
Wawrzyniak begann mit dem Fußballspielen beim Bremerhaver Stadtteilklub Geestemünder SC, später lief er in der Jugend für TuRa Bremen auf. Ab Mitte der 1980er Jahre stand er für den Bremer SV auf dem Platz, für den er in der drittklassigen Oberliga Nord regelmäßig gegen den Abstieg spielte. Als Sieger im Bremer Pokal 1986 nahm die Mannschaft am DFB-Pokal 1986/87 teil, wo sie in der ersten Runde die seinerzeitige Zweitligaspitzenmannschaft KSV Hessen Kassel im Wiederholungsspiel im Kasseler Auestadion per Elfmeterschießen nach zwei Unentschieden aus dem Wettbewerb warf – Libero Wawrzyniak hatte dabei im Hinspiel den 2:2-Ausgleichstreffer zum Endstand erzielt. In der zweiten Runde kam es zum Nordduell mit dem FC St. Pauli, der sich mit einem 3:0-Erfolg klar durchsetzte.
Im Sommer 1989 wechselte Wawrzyniak zum Oberligakonkurrenten VfB Oldenburg, mit dem er am Ende der Oberliga-Spielzeit 1989/90 vor Vorjahresmeister TSV Havelse als Oberligameister in die Aufstiegsrunde zur 2. Bundesliga einzog und dort als Gruppensieger mit dem punktgleichen Nordkonkurrenten in die Zweitklassigkeit aufstieg. Dabei kam er in allen acht Partien der Aufstiegsrunde zum Einsatz, beim 3:0-Heimerfolg über den Wuppertaler SV steuerte er einen Treffer zum zweifachen Punktgewinn bei. Bis zum Wiederabstieg am Ende der 46 Spieltage umfassenden Mammutspielzeit 1992/93 war er unumstrittener Stammspieler in der Oldenburger Zweitligamannschaft, die in der Spielzeit 1991/92 mit Spielern wie Christian Claaßen, Krzysztof Zając, Radek Drulák und Mathias Jack als Vizemeister im Norden nur knapp den Bundesligaaufstieg verpasste.
Im Anschluss an den Abstieg fiel die Mannschaft auseinander, da der Verein nur vereinzelt Spieler halten und über die Vermittlung insbesondere an andere westdeutsche Zweitligisten – ostdeutsche Klubs mussten im seinerzeit gültigen DFB-Transfersystem nur eine 30 % niedrigere Ablösesumme zahlen, die zudem vom zukünftigen Gehalt abhing – für die anderen Spieler Transfererlöse generieren wollte. Obwohl lange Zeit Stammspieler – mit seinen 108 Zweitligaeinsätzen rangiert er in der vereinsinternen Rangliste der Akteure mit den meisten Einsätzen in der 2. Bundesliga hinter dem einmal mehr eingesetzten Carsten Linke an zweiter Stelle – gehörte Wawrzyniak nach Auseinandersetzungen mit Trainer Wolfgang Steinbach auch zu den Kandidaten, dem Klub den Rücken zu kehren. Nachdem Wawrzyniak zunächst mit dem Wuppertaler SV in Verbindung gebracht wurde, kam zunächst kein Wechsel zustande und für einen Übergang in den Amateurbereich gab der Oldenburger Klub keine Freigabe. Daraufhin zog er ebenso wie seine bisherigen Mitspieler Joachim Gehrmann und Rainer Brauer unter Bezugnahme auf das im Grundgesetz festgeschriebene Recht auf freie Wahl des Arbeitsplatzes vor das Arbeitsgericht. Zwei Tage vor Ergehen eines Urteils lenkte der Klub Anfang September ein und einigte sich mit Spieler und Viertligist FC Bremerhaven auf einen Transfer in Richtung Verbandsliga Bremen unter Zahlung einer in zwei Raten zu begleichenden Transfersumme von 15.000 D-Mark.
Als Meister der Spielzeit 1993/94 stieg Wawrzyniak mit dem Bremerhaver Klub in die neu eingeführte Regionalliga Nord auf. Dort bremste ihn eine hartnäckige Bänderverletzung über weite Strecken der Saison aus, unterdessen blieb er mit dem Klub am Tabellenende. Im März 1995 beerbte der Mannschaftskapitän als Spielertrainer den bisherigen Cheftrainer Jürgen Fahlbusch. Unter dem 29-Jährigen verpasste der Liganeuling den Klassenerhalt und spielte in der Folge in der nunmehr viertklassigen Oberliga Nord. Dort war er bis Herbst 1996 weiters als Spielertrainer tätig, zu seinen „Schützlingen“ gehörten unter anderem Marco Grote, Christian Brand, Lars Toborg und Hilko Ristau. Nachdem der Klub am Ende der Spielzeit 1998/99 erneut in die Regionalliga aufgestiegen war, wechselte er innerhalb der Oberliga zum FC Oberneuland. Beim Bremer Klub beendete er jedoch noch während der laufenden Spielzeit aufgrund von Leistenproblemen nach einer Operation seine aktive Laufbahn.
Insgesamt wird Wawrzyniak für die Vereine Bremer SV und VfB Oldenburg mit 117 Oberligaspielen und 10 Toren geführt.
Hauptberuflich ist Wawrzyniak, der während seiner Zeit beim FC Bremerhaven studierte und nach dem Ende seiner aktiven Laufbahn zu TuRa Bremen in die Alte-Herren-Mannschaft zurückkehrte, in der Immobilienbranche aktiv.